# Tel Šekafim
Tel Šekafim (hebrejsky: תל שקפים, arabsky: Tal Eš Šukf) je pahorek o nadmořské výšce - 179 metrů v severním Izraeli, v Bejtše'anském údolí.
Leží v zemědělsky intenzivně využívané krajině cca 8 kilometrů jižně od města Bejt Še'an a cca 1,5 kilometru západně od vesnice Tirat Cvi. Má podobu nevýrazného odlesněného návrší. Na východ od Tel Šekafim se nachází obdobný pahorek Tel Menora.